# Thomas Kempe
Thomas Kempe (* 17. März 1960 in Möllen) ist ein ehemaliger deutscher Fußballspieler.

## Karriere
Bevor Kempe 1979 Profi wurde, spielte er beim TV Voerde. Kempe wurde durch Vermittlung seines Jugendtrainers zu einem Probetraining beim MSV Duisburg eingeladen und verpflichtet. Er absolvierte 391 Bundesligaspiele für den MSV, den VfB Stuttgart und den VfL Bochum und erzielte 42 Tore. Mit dem VfB Stuttgart wurde er 1984 Deutscher Meister. Das Pokalendspiel 1988 mit dem VfL Bochum gegen Eintracht Frankfurt ging mit 0:1 verloren. Beim VfL trug er den liebevollen Spitznamen „Bruder Leichtfuß“, da er sowohl grandiose Spielzüge beherrschte, als auch leichtfertige Ballverluste zu verantworten hatte. Nach einem Kreuzbandriss musste er 1994 seine Karriere beenden. Trotz seiner guten Leistungen und mehreren Nominierungen hat er nie für die A-Nationalmannschaft gespielt. Jedoch bestritt er elf Länderspiele für die U-21-Nationalmannschaft, in denen er ein Tor erzielte (am 28. April 1981 in Kiel beim 4:0-Sieg gegen die Auswahl Österreichs). Sein Debüt gab er am 10. Oktober 1979 in Thorn bei der 0:1-Niederlage gegen die Auswahl Polens. Sechs Tage später debütierte er in Koblenz auch für die B-Nationalmannschaft beim 9:0-Sieg gegen die A-Auswahl Luxemburgs. Darüber hinaus absolvierte er am 25. März 1987 in Tel Aviv beim 2:1-Sieg gegen die B-Auswahl Israels ein Länderspiel für die Olympia-Auswahlmannschaft des DFB.

## Nach der Karriere
Nach seiner aktiven Laufbahn wurde Thomas Kempe im Alter von 34 Jahren Trainer. Er betreute den Dinslakener Bezirksligisten VfB Lohberg. Im Juni 2006 übernahm er den Erstligisten FC Tauro in Panama-Stadt, kehrte aber bereits nach drei Monaten wieder nach Deutschland zurück. Heute arbeitet er als Scout für eine österreichische Firma, die Talente aus Panama nach Europa vermitteln will. Außerdem ist er Berater seiner Söhne.
Kempes Söhne Dennis und Tobias wurden ebenfalls Profifußballer.